# Chhindwara
Chhindwara (també Chindawara o Chindwara) és una ciutat i municipi de l'Índia, a Madhya Pradesh, capital del districte de Chhindwara. Té una població de 122.309 habitants (2001). Està situada a la vora del rierol Bodri afluent de Kulbehra. La municipalitat es va establir el 1867.